# Mats Johansson (Freestyle-Skier)
Mats Erik Johansson (* 26. Januar 1971 in Norberg) ist ein ehemaliger schwedischer Freestyle-Skier, der auf die Disziplin Aerials (Springen) spezialisiert war.

## Werdegang
Johansson, der für den Hundfjällets IF aus Sälen startete, trat im März 1989 in Åre erstmals im Freestyle-Skiing-Weltcup an, wobei er den 29. Platz errang und sprang im folgenden Jahr bei den internationalen Jugendmeisterschaften in Pyhätunturi auf den sechsten Platz. In der Saison 1991/92 kam er mit drei Top-Zehn-Platzierungen auf den 36. Platz im Gesamtweltcup sowie auf den 14. Rang im Aerials-Weltcup und nahm bei den Olympischen Winterspielen 1992 in Albertville am Demonstrationswettbewerb im Aerials teil, wobei er den neunten Platz errang. In der folgenden Saison erreichte er in La Plagne mit dem dritten Platz seine erste Podestplatzierung im Weltcup und den 19. Platz im Aerials-Weltcup. Zudem belegte er bei den Weltmeisterschaften 1993 in Altenmarkt-Zauchensee den 24. Platz. In seiner letzten Saison als aktiver Sportler 1993/94 errang er im Weltcup vier Top-Zehn-Platzierungen. Dabei kam er in Lake Placid mit dem zweiten Platz erneut aufs Podest und zum Saisonende auf den 34. Platz im Gesamtweltcup sowie auf den 14. Rang im Aerials-Weltcup. Beim Saisonhöhepunkt, den Olympischen Winterspielen 1994 in Lillehammer, wurde er Achter.

## Erfolge

### Olympische Spiele
- 1992 Albertville: 9. Platz Aerials (Demonstrationswettbewerb)
- 1994 Lillehammer: 8. Platz Aerials

### Weltmeisterschaften
- 1993 Altenmarkt-Zauchensee: 24. Platz Aerials

### Weltcupwertungen
Johansson nahm an 35 Weltcups teil und erreichte zehn Top-Zehn-Platzierungen sowie zwei Podestplatzierungen.
| Saison  | Gesamt | Gesamt | Aerials | Aerials |
| Saison  | Platz  | Punkte | Platz   | Punkte  |
| ------- | ------ | ------ | ------- | ------- |
| 1990/91 | 91.    | 3      | 34.     | 26      |
| 1991/92 | 36.    | 14     | 14.     | 109     |
| 1992/93 | 58.    | 42     | 19.     | 252     |
| 1993/94 | 34.    | 60     | 14.     | 476     |